# Oratorio Society de Nova York
L'Oratorio Society de Nova York és una organització sense ànim de lucre que interpreta música coral d'estil oratori. La societat va ser fundada el 1873 pel director Leopold Damrosch i és la tercera organització musical més antiga de la ciutat de Nova York. La societat va tenir una funció prominent en les activitats del Carnegie Hall. Al llarg de la seva llarga història, ha estrenat moltes obres corals noves.
Kent Tritle va ser nomenat com l'onzè director musical de la societat el gener de 2006, succeint al que ho va ser al llarg de molts anys, Lyndon Woodside qui havia mort l'any anterior.

## Directors de música
|                    | Període                | Vida      |
| Leopold Damrosch   | 1873–1885              | 1832–1885 |
| Walter Damrosch    | 1885–1898              | 1868–1950 |
| Frank Damrosch     | 1898–1912              | 1859–1937 |
| Louis Koemmenich   | 1912–1917              | 1866–1922 |
| Walter Damrosch    | 1917–1921 (2n període) |           |
| Albert Stoessel    | 1921–1943              | 1894–1943 |
| Alfred Greenfield  | 1943–1955              | 1902–1983 |
| William Strickland | 1955–1958              | 1914–1991 |
| T. Charles Lee     | 1959–1973              | 1915–1994 |
| Lyndon Woodside    | 1973–2005              | 1935–2005 |
| Kent Tritle        | 2006–                  |           |

## Presidents
|                       | Període   |
| W. S. Coe             | 1874–1875 |
| W. L. Goodwin         | 1875–1876 |
| Rev. William H. Cooke | 1876–1888 |
| Andrew Carnegie       | 1888–1919 |
| Charles Schwab        | 1919–1921 |
| Sense president       | 1921–1928 |
| Henry Sloan Coffin    | 1928–1949 |
| Donald H. Gray        | 1949–1959 |
| Caramai Carroll Mali  | 1959–1963 |
| Beatrice Shuttleworth | 1963–1973 |
| Joseph Brinkley       | 1973–1990 |
| Ellen L. Blair        | 1990–1999 |
| Richard A. Pace       | 1999–     |